# محدودکننده جریان هجومی

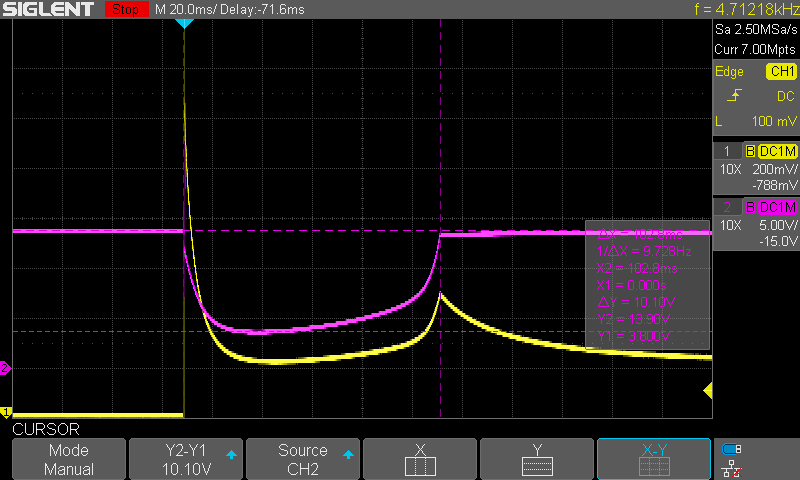
این نوسان‌نگاشت نشان می‌دهد که یک مدار محدود جریان منبع تغذیه روی هجوم یک لامپ رشته‌ای کوچک عمل می‌کند. جریان لامپ به رنگ زرد است، تقریباً ۲ آمپر بر قسمت عمودی، ولتاژ منبع تغذیه صورتی، ۵ ولت بر قسمت است. برای کسری از میلی ثانیه، لامپ تلاش می‌کند حدود شش برابر جریان حالت ثابت خود را بکشد. مدار حفاظت از اضافه جریان منبع تغذیه ولتاژ خروجی را از ۱۳٫۹ ولت به حدود ۳ ولت کاهش داد تا جریان را محدود کند و منبع تغذیه را محافظت کند. پس از حدود ۱۰۰ میلی ثانیه، مدار محدود جریان تاشو تنظیم مجدد می‌شود و ولتاژ به مقدار کامل بازمی‌گردد - یک موج اضافی کوچک در جریان لامپ هنگامی که ولتاژ بازیابی می‌شود اتفاق می‌افتد، سپس لامپ به آرامی به حالت ثابت خود یعنی ۲٫۳ آمپر برمی‌گردد.

محدودکننده جریان هجومی (انگلیسی: Inrush current limiter) قطعه‌ای است که برای محدودکردن جریان هجومی استفاده می‌شود. ترمیستور‌های ضریب دمای منفی (NTC) و مقاومت‌های ثابت اغلب برای محدود کردن جریان هجومی استفاده می‌شوند. ترمیستورهای NTC می‌توانند به عنوان افزاره‌های محدودسازی جریان هجومی در مدارهای منبع تغذیه استفاده شوند که به‌صورت سری با مدار محافظت شده اضافه شوند. آنها در ابتدا مقاومت بالاتری از خود نشان می‌دهند، که از عبور جریان‌های بزرگ در هنگام روشن‌شدن جلوگیری می‌کند. با ادامه عبور کردن جریان، ترمیستورهای NTC گرم می‌شوند و جریان بیشتری را در طول کارکرد عادی عبور می‌دهند. ترمیستورهای NTC معمولاً بسیار بزرگتر از ترمیستورهای نوع-اندازه‌گیری هستند و عمداً برای کاربردهای قدرت طراحی‌شده‌اند.

## برای مطالعهٔ بیشتر
- Nihal Kularatna, Electronic Circuit Design, pp. 103–, "Inrush current limiting", CRC Press, 2017 شابک ‎۱۴۲۰۰۰۷۹۰۴
- Johnny C. Bennett, Practical Computer Analysis of Switch Mode Power Supplies. pp. 114–, "Inrush current limiter", CRC Press, 2005 شابک ‎۰۸۲۴۷۵۳۸۷۹.
- Yoshihide Hase, Tanuj Khandelwal, Kazuyuki Kameda, Power System Dynamics with Computer-Based Modeling and Analysis, pp. 123–, "Transformer inrush current-limiting switching control", John Wiley & Sons, 2020 شابک ‎۱۱۱۹۴۸۷۴۵۵.